# 리토랄주 (카메룬)
리토랄주(프랑스어: Province du Littoral)는 카메룬 서부에 있는 주이다. 기니만과 인접해 있으며 사나가 강은 이 곳에서 유입되어 바다로 흘러간다. 주도는 두알라이며 인구(2004년 기준)는 2,202,340명(인구밀도는 109명)이고 면적은 20,239km2이다.

## 인구
| 연도    | 인구      | ±% p.a. |
| ------- | --------- | ------- |
| 1976    | 935,166   | —       |
| 1987    | 1,352,833 | +3.41%  |
| 2005    | 2,510,263 | +3.49%  |
| 2015    | 3,354,978 | +2.94%  |
| source: |           |         |